# Léon Duguit
Pierre Marie Nicolas Léon Duguit (Libourne, 4 de fevereiro de 1859 — Bordéus, 18 de dezembro de 1928) foi um jurista francês especializado em direito público. 

## Carreira
Colega de Émile Durkheim, diplomou-se pela Faculdade de Direito de Bordéus, onde também obteve o título de Doutor (1881). Lecionou Direito Público inicialmente em Caen, depois em Bordéus (1883), onde se tornou Decano (1919), cargo que exerceu até sua morte.

## Doutrina
Duguit é responsável por influenciar significativamente a teoria do Direito Público. Seu trabalho jurídico caracteriza-se por uma crítica das teorias então existentes do Direito e pelo estabelecimento da noção de serviço público como fundamento do Estado e seu limite.
Duguit vê os seres humanos como animais sociais dotados de um senso universal ou instinto de solidariedade e interdependência. Deste senso vem o reconhecimento de respeito a certas regras de conduta essenciais para uma vida em sociedade. Desta forma, as regras jurídicas são constituídas por normas que se impõem naturalmente e igualmente a todos. Sobreleva-se a governantes e governados o dever de se absterem de qualquer ato incompatível com a solidariedade social. Na visão de Duguit, o Estado não é um poder soberano, mas apenas uma instituição que cresce da necessidade de organização social da humanidade. Os conceitos de soberania e direito subjetivo são substituídos pelos de serviço público e função social.
Postulava que a ciência do direito deve ser puramente positiva, rejeitando a ideia de direito natural, juízos axiológicos, e quaisquer outras concepções metafísicas (como os conceitos de soberania do Estado e de personalidade jurídica). Assim o direito, para Duguit, encontra seu verdadeiro fundamento num substrato social, representado pela solidariedade e interdependência entre pessoas, ou seja, pela consciência inerente a todo indivíduo das relações que o ligam a seus semelhantes. A função social do direito é, destarte, a realização dessa solidariedade.
Rejeitava o conceito de vontade geral, afirmando ser esta apenas uma forma conveniente de denominar a vontade dos governantes.

## Influência no Direito Positivo Brasileiro
No Brasil, a função social da propriedade foi elevada ao status de princípio constitucional fundamental (artigo 5º, inciso XXIII), constando ainda como princípio ordenador da economia (artigo 170, inciso III). Apesar disso, os juristas Eros R. Grau e Telga de Araújo informam que o germe da ideia de função social da propriedade já havia sido lançado primeiramente por Augusto Comte, em seu "Sistema de Política Positiva".
O constitucionalista Dimas Macedo, contudo, no seu livro "Política e Constituição" (Rio, Editora Lumen Júris, 2003), acredita que foi Léon Duguit o primeiro jurista a admitir que a função social da propriedade não quer significar que ela "esteja se convertendo em coletiva, mas sim que estamos deixando de concebê-la em termos de direito privado, passando a aceitá-la em termos de Funçao Social".

## Obras
- L'État, le droit objectif et la loi positive
- L'État les gouvernants et les agents
- Souveraineté et liberté
- Traité de droit constitutionnel (1911)
- Les transformations générales du droit privé (1912)
- Les transformations générales du droit public (1913)
- Rousseau, Kant et Hegel (1918).